# یواس‌اس نارسیساس (دبلیوای‌جی‌ال-۲۳۸)
یواس‌اس نارسیساس (دبلیوای‌جی‌ال-۲۳۸) (به انگلیسی: USS Narcissus (WAGL-238)) یک کشتی بود که طول آن ۱۲۲ فوت (۳۷ متر) بود. این کشتی در سال ۱۹۴۱ ساخته شد.